# Tiwanaku-Architektur

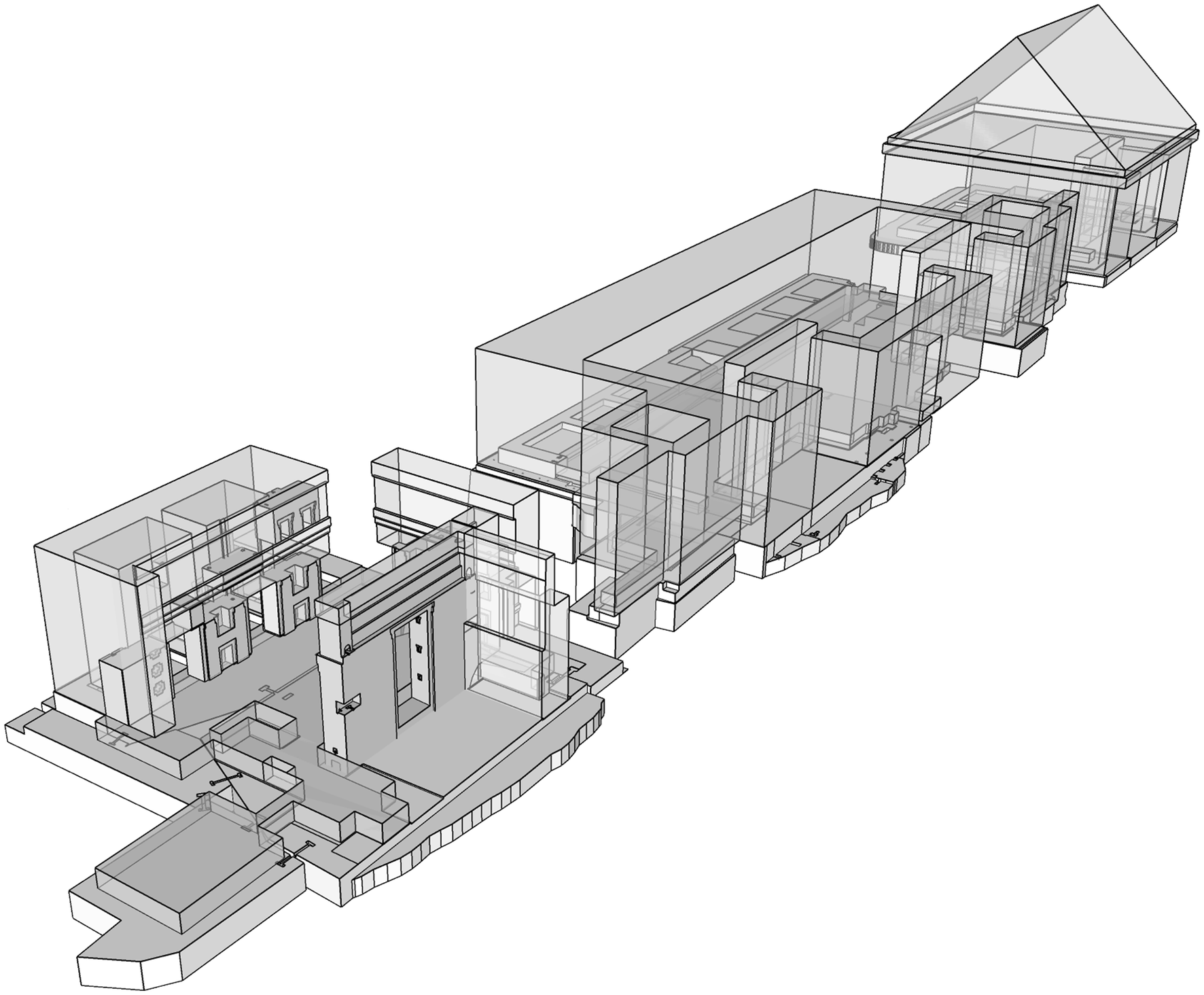
Computergestützte Rekonstruktion Pumapunkus von Alexei Vranich

Tiwanaku-Architektur ist der Oberbegriff für die Architektur des Tiwanaku-Staats. Im engeren Sinn steht der Begriff für die Architektur Tiwanakus. Architekturhistoriker zählen die Steinarchitekturen von Tiwanaku zu den kunstvollsten der Welt. Zudem gilt sie als weltweit einzigartig.

## Forschung
Die Tiwanaku-Architektur ist erst wenig erforscht. Die einzigen Forscher, die die Steinarchitekturen von Tiwanaku bisher systematisch untersuchten, sind
- Léonce Angrand (1848)
- Alfons Stübel (1892)
- Jean-Pierre Protzen und Stella Nair (2013)

## Hauptkomponenten
Nach dem Anthropologen Paul Goldstein lassen sich weitesten Sinne die Schlüsselelemente wie folgt kategorisieren:
- künstliche angelegte terrassierte Hügel (siehe z. B. Akapana und Pumapunku)
- rechteckige Umfriedungen, einschließlich ummauerter Bezirke und abgesenkter Höfe (siehe z. B. Putuni und Kalasasaya)
- Komplexe aus Toren und Treppen, die den Zugang zu Zeremonialkernen ermöglichten

Die Architekturhistoriker Jean-Pierre Protzen und Stella Nair ergänzen:
- Gebäude, Stelen und Statuen (siehe z. B. Präsentationsmonolithen)
- Kanalsysteme

## Diagnostische Merkmale
Abgestufte Faschen (in feiner Ausführung), die Nischen und Tore umgeben, sind ein diagnostisches Merkmal der Tiwanaku-Architektur. Außerdem sind das Stufenmotiv und Krampen mit denen Steinblöcke zusammengehalten werden, ein diagnostisches Merkmal. Das Motiv der abgestuften Fasche wurde von den Inka bei Pilkokaina übernommen und findet sich dort in weniger feiner Ausführung. Zudem tritt das Motiv abgestufter Faschen oft in Reihen auf.

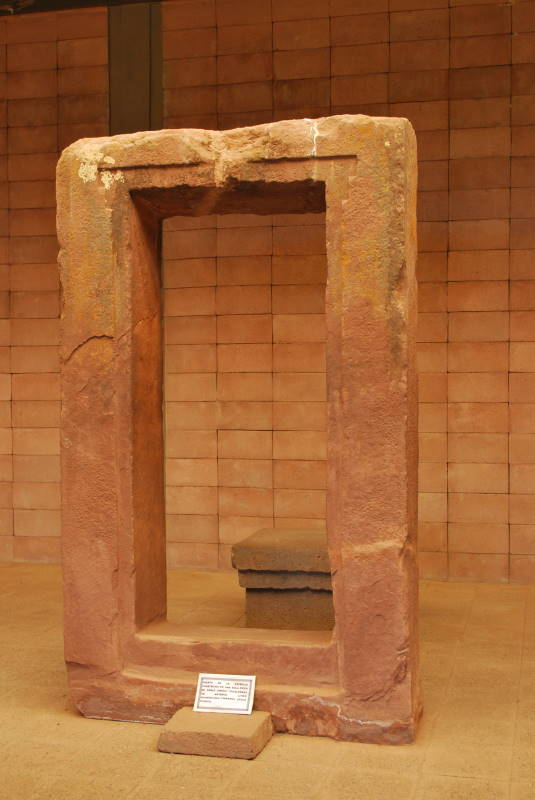
Abgestufte Faschen an einem Tor
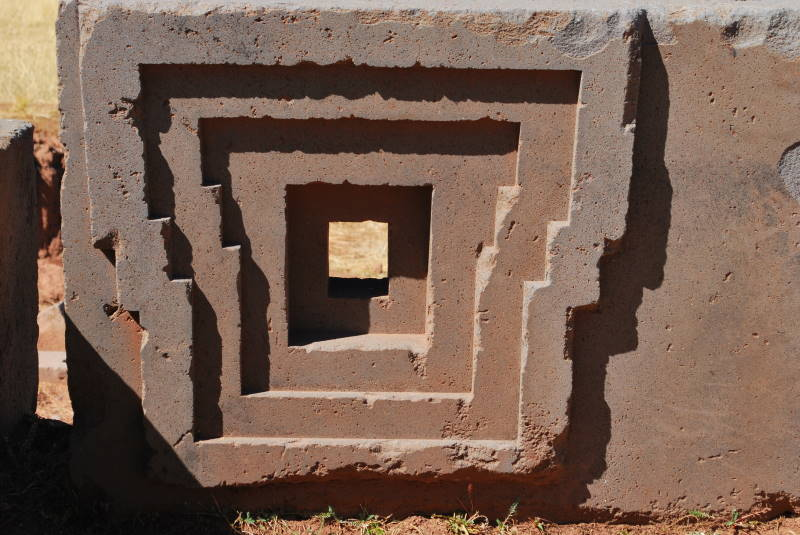
Abgestufte Faschen an einem standardisierten Baublock
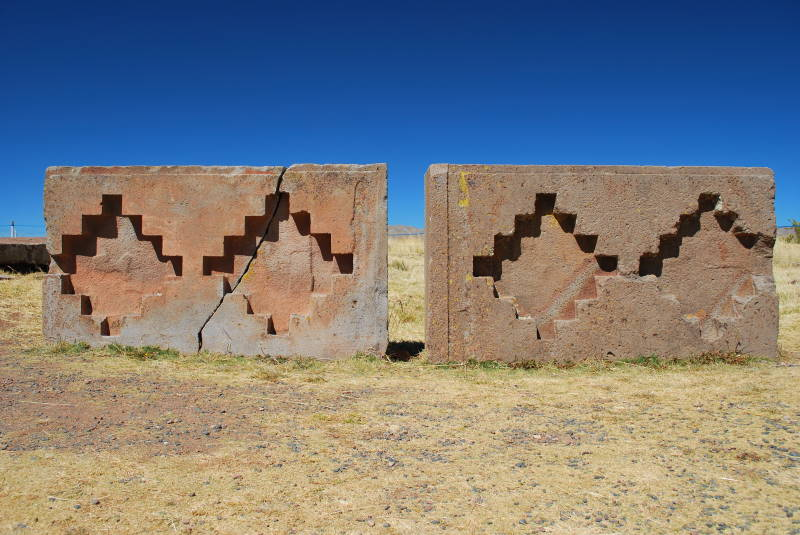
Stufenmotiv bei Kantatayita
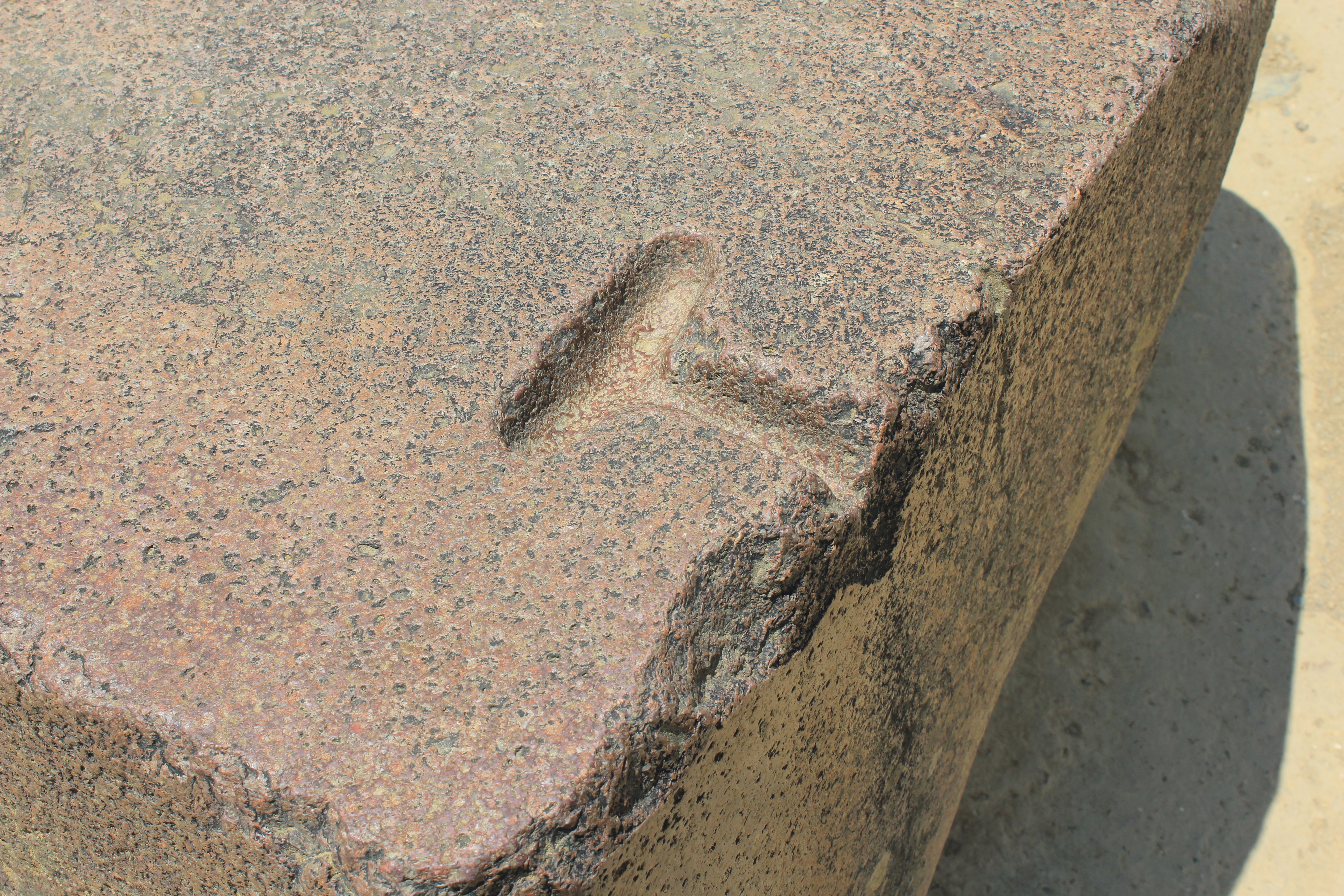
T-förmige Krampenfassungen bei Ollantaytambo
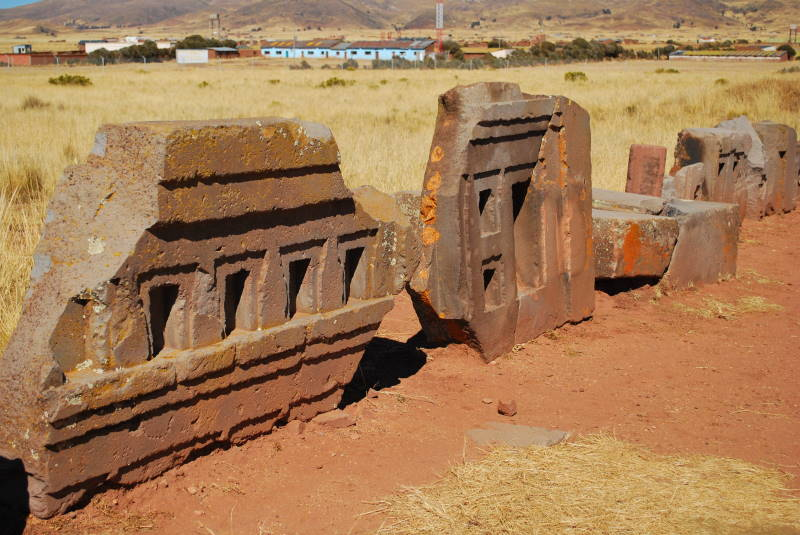
Reihe abgestufter Faschen an einem Stein vom „Escritorio“-Typ
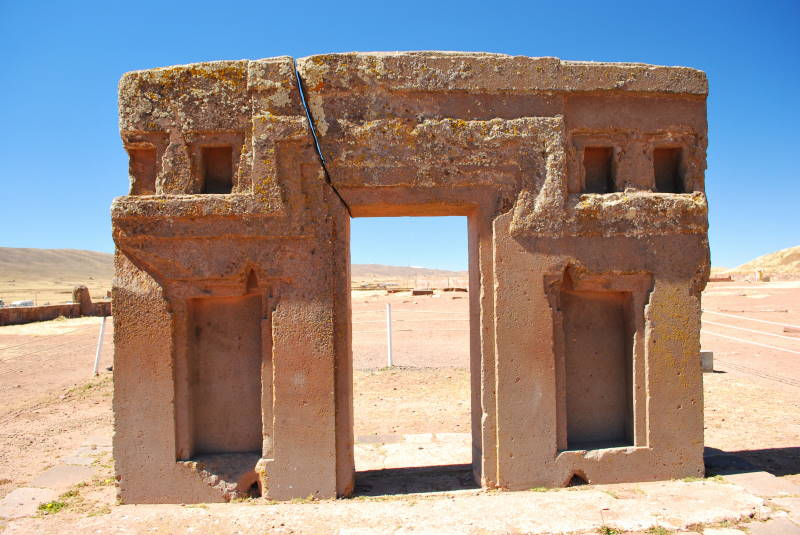
Die Rückseite des sogenannten Sonnentors zeigt gestufte Faschen

Abgestufte Faschen bzw. Laibungen finden sich vereinzelt auch in der Region Cusco beispielsweise bei Naupa Iglesia.

## Einzigartigkeit und Vorläufer
Gemäß Max Uhle ist es unklar, ob an einem anderen Ort auf der Erde eine vergleichbare Architektur entwickelt wurde. Diese Architektur wäre zweifellos äußerst selten. Eine mögliche Bezeichnung wäre jedoch „megalithische Architektur“. Durch den Begriff „Architektur“ würde die künstlerische Natur der Konstruktion betont, während „megalithisch“ auf die Verwendung großer Steine als ein charakteristisches Merkmal dieser Architektur hinweist.
Nach Jean-Pierre Protzen und Stella Nair seien viele Merkmale der Tiwanaku-Architektur tatsächlich bemerkenswerte Erfindungen der Tiahuanaco-Erbauer, für die nach bisherigem Kenntnisstand weder in der Architekturgeschichte der Anden noch in der Welt bekannte Vorläufer existierten.
Die abgestufte Fasche, eines der Markenzeichen der Tiwanaku-Architektur, hat seine Vorläufer in Chiripa und möglicherweise auch in Pukara.